# Кузик Григорій Йосипович
Григорій Йосипович Кузик (8 лютого 1923, село Шляхова, тепер Бершадського району Вінницької області — 20 листопада 2007, село Шляхова Бершадського району Вінницької області) — український радянський діяч, голова колгоспу імені XXII з'їзду КПРС села Шляхова Бершадського району Вінницької області, Герой Соціалістичної Праці (7.07.1986). Депутат Верховної Ради УРСР 8—11-го скликань.

## Біографія
Народився у селянській родині. Закінчив 6 класів школи в селі Шляхова. З 1938 року працював їздовим у колгоспі.
З 1944 року служив у Червоній армії, учасник Другої світової війни.
У 1945—1957 роках — бригадир рільничої бригади колгоспу імені Сталіна Бершадського району Вінницької області, завідувач приймального пункту Джулинського заготзерно, агент по державних заготівлях, голова виконавчого комітету Шляхівської сільської ради депутатів трудящих Бершадського району Вінницької області.
Член КПРС з 1955 року.
У 1957—1970 роках — заступник голови колгоспу та секретар партійної організації колгоспу імені Сталіна (з 1961 року — імені XXII з'їзду КПРС) села Шляхова Бершадського району Вінницької області.
Закінчив заочно Уманський сільськогосподарський інститут імені Горького.
У 1970—1992 роках — голова колгоспу імені XXII з'їзду КПРС села Шляхова Бершадського району Вінницької області.
Потім — на пенсії в селі Шляхова.
На його честь відкрили меморіальну дошку на будівлі Шляхівської школи.

## Нагороди
- Герой Соціалістичної Праці (7.07.1986)
- два ордени Леніна (28.02.1962, 7.07.1986)
- орден Жовтневої революції (8.04.1971)
- орден Вітчизняної війни І ст. (11.03.1985)
- орден «Знак Пошани» (31.12.1965)
- медаль «За відвагу» (18.07.1944)
- медалі
- Почесна грамота Президії Верховної Ради Української РСР (1983)